# مفوضية أبحاث الغلاف الجوي والفضاء
وكالة الفضاء الباكستانية (بالأردو: سپارکو) (SUPARCO) هي وكالة الفضاء التابعة للحكومة الباكستانية والمسؤولة عن البرنامج الفضائي الباكستاني. أسست المنظمة سبتمبر، عام 1961م، أوجد بأمر من الرئيس الباكستاني محمد أيوب خان على نصيحة البروفيسور محمد عبد السلام، وهو أيضا الذي أوجد المنظمة. المفوضية منظمة بحث وتطوير مستقلة، ولكنها تحت الحكومة الباكستانية. يقع مقر المنظمة في العاصمة الباكستانية إسلام أباد، التطويرات في سينماني تتوقع انتقال المقر في المستقبل القريب، تمتلك المنظمة مكتبان في كلاً من لاهور وكراتشي.